# Брондуков, Борислав Николаевич
Борисла́в Никола́евич Брондуко́в (укр. Борислав Миколайович Брондуков; 1 марта 1938, Дубовая, Полесский район, Киевская область, Украинская ССР, СССР — 10 марта 2004, Быковня, Деснянский район, Киев, Украина) — советский и украинский киноактёр; народный артист Украинской ССР (1988), первый лауреат Государственной премии Украины имени Александра Довженко (1995).

## Биография

### Ранние годы
Борислав Брондуков родился 1 марта 1938 года в селе Дубовая Полесского района Киевской области в русско-польской семье.
Окончил Киевский строительный техникум. Работал прорабом на стройке, потом на заводе «Арсенал», где играл в народном театре. Там его заметил ректор Театрального института им. Карпенко-Карого и предложил поступить в институт. Однако при подаче в вуз документов в приёмной комиссии отказались их принять, заявив:
Знаете, с такой внешностью, как у вас, прорабом работать нужно, а не в театральный проситься.
Но за 23-летнего Борислава заступился ректор вуза, который сказал:
Вы чего его гоните?! Да он знаменитым артистом станет! Я видел, как он в заводском народном театре играет. А ну-ка берите у него документы!

### Семья
В начале 1960-х Борислав Брондуков женился на студентке Ленинградского политехнического института. Совместная жизнь оказалась неудачной, вскоре после свадьбы выяснилось, что жена имеет психическое заболевание, и спустя короткое время они развелись.
Со второй женой, будущей актрисой Екатериной Петровной (род. 1950), студенткой театрального института, Борислав познакомился в 1969 году, тогда ему был 31 год, а ей 18. У Борислава и Екатерины Брондуковых родилось двое сыновей — Константин (род. 1970) и Богдан (род. 1979).

### Последние годы

Могила Борислава Брондукова на Байковом кладбище Киева

В последние годы жизни Борислав Брондуков тяжело болел. Перенёс 3 инсульта (1984, 1993, 1997). После третьего инсульта, случившегося на съёмках картины «Хиппиниада, или Материк любви», актёр 3 дня провёл в коме, перенёс операцию по удалению гематомы головного мозга, не смог восстановить способность полноценно двигаться и говорить, ему был поставлен диагноз эпилепсия. 2 последних фильма с участием Брондукова были сняты в 2000 году. Материальное положение семьи артиста было сложным. Екатерина Петровна вспоминает:
Мы были совсем одни. Врачи к нам не приходили — в Быковню далеко ехать, только названивали и спрашивали, как дела. Пару раз приезжал тогдашний директор Киностудии им. Довженко Николай Мащенко. Появлялись какие-то бандиты, но не грабили нас, а оставляли деньги.
Борислав Брондуков умер 10 марта 2004 года на 67-м году жизни в селе Быковня (Украина). Актёр похоронен на Байковом кладбище Киева, участок № 49а (начало).
Мемориальная доска установлена в Киеве на ул. Институтской, дом 22/7, в котором жил Борислав Брондуков.

## Творчество
Как киноактёр Борислав Брондуков дебютировал в 1962 году в фильме Сергея Параджанова «Цветок на камне».
В 1968 году сыграл трагическую роль вора в фильме Леонида Осыки «Каменный крест», за которую получил диплом III Всесоюзного кинофестиваля.
Известен в основном по эпизодическим ролям, где, как правило, выступал в амплуа алкоголиков, проходимцев или недотёп, которые получались у него очень достоверными и обаятельными. Наиболее известны такие его роли, как алкоголики Федул («Афоня», 1975) и Федя («„Сто грамм“ для храбрости…», 1976), учетчик Раков из  («Здравствуй и прощай», 1972),  инспектор Лестрейд (сериал «Приключения Шерлока Холмса», 1979—1986), Павел Дёжкин («Вас ожидает гражданка Никанорова», 1978), Кузьма Тюлькин («Кот в мешке»), незадачливый жених («Гараж», 1979), деревенский милиционер Грищенко («Зелёный фургон», 1983), фальшивый капитан Колбасьев («Мы из джаза», 1983), слуга Иван («Жестокий романс», 1984), сторож Петрович («Нужные люди», 1986), ковбой Денли («Человек с бульвара Капуцинов»), крановщик Измайлов («Раз на раз не приходится», 1987).
Борислав Николаевич отказывался от центральных ролей, если они ему не нравились, и всегда мог, по его словам, из любого эпизода «сделать конфету».

### Фильмография
| Год  |     | Название                                                               | Роль                                                                                              |
| ---- | --- | ---------------------------------------------------------------------- | ------------------------------------------------------------------------------------------------- |
| 1962 | ф   | Цветок на камне                                                        | Ковалёв                                                                                           |
| 1964 | ф   | Ключи от неба                                                          | человек в белой шляпе в телевизоре (нет в титрах)                                                 |
| 1965 | ф   | Гадюка                                                                 | красноармеец, который приставал к Ольге Зотовой (нет в титрах)                                    |
| 1965 | ф   | Нет неизвестных солдат                                                 | солдат                                                                                            |
| 1965 | ф   | Хочу верить                                                            | гость Гали Наливайко (нет в титрах)                                                               |
| 1965 | ф   | Бурьян                                                                 | Гнида                                                                                             |
| 1966 | ф   | Кто вернётся — долюбит                                                 | советский партизан                                                                                |
| 1967 | ф   | Наедине с ночью                                                        | эпизод                                                                                            |
| 1967 | ф   | Вий                                                                    | бурсак (нет в титрах)                                                                             |
| 1968 | ф   | Вечер накануне Ивана Купала                                            | ряженый хлопец                                                                                    |
| 1968 | ф   | Каменный крест                                                         | вор, забравшийся в нижнюю хату старого крестьянина (роль озвучил другой актёр, вокал — Брондуков) |
| 1968 | ф   | Разведчики                                                             | солдат (нет в титрах)                                                                             |
| 1968 | ф   | Гольфстрим                                                             | «Король»                                                                                          |
| 1968 | ф   | Аннычка                                                                | Крупляк, он же пан Крупенко, главный полицай                                                      |
| 1969 | ф   | Варькина земля                                                         | Колька Шевельков, сосед Варьки, хулиган                                                           |
| 1969 | ф   | Если есть паруса                                                       | матрос Борис Пташков                                                                              |
| 1969 | ф   | Комиссары                                                              | Дмитро Коваль                                                                                     |
| 1969 | ф   | Опасные гастроли                                                       | сторож Антип                                                                                      |
| 1969 | ф   | Остров Волчий                                                          | Авдей Мезенцев                                                                                    |
| 1970 | ф   | А человек играет на трубе                                              | инструктор (нет в титрах)                                                                         |
| 1970 | ф   | Гибель Чёрного консула                                                 | красноармеец Брондуков (в титрах — В. Брондуков)                                                  |
| 1970 | ф   | Захар Беркут                                                           | Бурунда                                                                                           |
| 1970 | ф   | Олеся                                                                  | Ярмола, полесовщик (лесной сторож), слуга, повар и спутник по охоте Порошина                      |
| 1970 | ф   | Сеспель                                                                | Панин                                                                                             |
| 1970 | ф   | Шаг с крыши                                                            | поручик                                                                                           |
| 1970 | ф   | Семья Коцюбинских                                                      | царь Николай II                                                                                   |
| 1971 | ф   | Семнадцатый трансатлантический                                         | рулевой Семячкин                                                                                  |
| 1971 | ф   | Где вы, рыцари?                                                        | сержант милиции                                                                                   |
| 1971 | ф   | День моих сыновей                                                      | Силкин (в титрах — Б. Брандуков, роль озвучена другим актёром)                                    |
| 1971 | ф   | Лада из страны берендеев                                               | снайпер                                                                                           |
| 1972 | ф   | Здесь нам жить                                                         | Пётр                                                                                              |
| 1972 | ф   | Софья Грушко                                                           | Михаил (роль озвучена другим актёром)                                                             |
| 1972 | ф   | Здравствуй и прощай                                                    | Раков, учётчик колхоза                                                                            |
| 1973 | ф   | Открытая книга                                                         | курьер с вакциной                                                                                 |
| 1973 | ф   | Чёрный капитан                                                         | эпизод                                                                                            |
| 1973 | ф   | Дед левого крайнего                                                    | Иван Бессараб                                                                                     |
| 1974 | ф   | Премия                                                                 | Сан Саныч Зюбин, прораб                                                                           |
| 1974 | ф   | Я служу на границе                                                     | майор Константин Анатольевич Гребнев, начальник заставы                                           |
| 1975 | ф   | Афоня                                                                  | алкоголик Федулов (Федул)                                                                         |
| 1975 | ф   | Звезда пленительного счастья                                           | солдат с известием об аресте                                                                      |
| 1975 | ф   | Марина                                                                 | Тыркин, капитан царской армии                                                                     |
| 1975 | ф   | Повторная свадьба                                                      | директор мастерской                                                                               |
| 1975 | ф   | Побег из дворца                                                        | отец Михалыча                                                                                     |
| 1976 | ф   | «Сто грамм» для храбрости…                                             | алкоголик Федя                                                                                    |
| 1976 | ф   | Два капитана                                                           | Голубь (в титрах — В. Брондуков)                                                                  |
| 1976 | ф   | Дни Турбиных                                                           | агитатор                                                                                          |
| 1976 | ф   | Табор уходит в небо                                                    | Буча                                                                                              |
| 1976 | ф   | Тревожный месяц вересень                                               | Попеленко                                                                                         |
| 1976 | ф   | Вдовы                                                                  | бывший танкист Галкин                                                                             |
| 1977 | кор | Афоня, горим!                                                          | Имя персонажа не указано                                                                          |
| 1977 | ф   | Женитьба                                                               | Никанор Иванович Анучкин                                                                          |
| 1977 | ф   | Мимино                                                                 | человек, взвешивающийся перед полётом                                                             |
| 1977 | ф   | Нос                                                                    | Иван, слуга коллежского асессора Ковалёва                                                         |
| 1977 | ф   | У нас новенькая                                                        | Панков                                                                                            |
| 1977 | ф   | Юлия Вревская                                                          | санитар Тюрин                                                                                     |
| 1978 | ф   | Вас ожидает гражданка Никанорова                                       | Павел Иванович Дёжкин, ветеринар                                                                  |
| 1978 | ф   | Кот в мешке                                                            | Кузьма Кузьмич Тюлькин                                                                            |
| 1978 | ф   | Подозрительный                                                         | капитан Туркулец                                                                                  |
| 1979 | ф   | Суета сует                                                             | посетитель ЗАГСа Сергиенко, женящийся в восьмой раз                                               |
| 1979 | ф   | Вавилон XX                                                             | Явтушок Голый                                                                                     |
| 1979 | ф   | Гараж                                                                  | незадачливый жених, сотрудник НИИ                                                                 |
| 1979 | ф   | Осенний марафон                                                        | прохожий                                                                                          |
| 1979 | ф   | Путь к Софии (болгарский, оригинальное название «Пътят към София»)     | унтер Потапыч                                                                                     |
| 1979 | ф   | С любовью пополам (Болгария)                                           | Акимыч, кадровый строитель                                                                        |
| 1979 | ф   | Санта Эсперанса                                                        | Непомусено                                                                                        |
| 1979 | тф  | Шерлок Холмс и доктор Ватсон                                           | инспектор Лестрейд (роль озвучил Игорь Ефимов)                                                    |
| 1980 | ф   | Дульсинея Тобосская                                                    | жених Альдонсы                                                                                    |
| 1980 | тф  | О бедном гусаре замолвите слово                                        | тюремщик                                                                                          |
| 1980 | тф  | Приключения Шерлока Холмса и доктора Ватсона                           | инспектор Лестрейд (роль озвучил Игорь Ефимов)                                                    |
| 1980 | ф   | Продаётся медвежья шкура                                               | почтальон                                                                                         |
| 1981 | ф   | Крупный разговор                                                       | бригадир Михаил Иванович Степчак (в титрах указан как Бронислав Брондуков)                        |
| 1981 | кор | Осенняя дорога к маме                                                  | шофёр                                                                                             |
| 1981 | тф  | Приключения Шерлока Холмса и доктора Ватсона: Собака Баскервилей       | инспектор Лестрейд (роль озвучил Игорь Ефимов)                                                    |
| 1981 | ф   | Командировка в санаторий                                               | Егор                                                                                              |
| 1981 | ф   | Проданный смех                                                         | фотограф, человек из свиты барона Треча (роль озвучил другой актёр)                               |
| 1981 | ф   | Смотри в оба!                                                          | механик Лыкин                                                                                     |
| 1982 | ф   | Звёздная командировка                                                  | Лур, пришелец                                                                                     |
| 1982 | ф   | Казачья застава                                                        | Алексей Бутов, амурский казак                                                                     |
| 1982 | ф   | Падение Кондора                                                        | «голубой» в ресторане                                                                             |
| 1982 | ф   | Слёзы капали                                                           | Федя-алкоголик, хозяин лошади                                                                     |
| 1982 | ф   | Спортлото-82                                                           | директор турбазы                                                                                  |
| 1983 | ф   | Дело для настоящих мужчин                                              | майор Борис Федорович Карпов                                                                      |
| 1983 | ф   | Если верить Лопотухину                                                 | дядя Коля                                                                                         |
| 1983 | ф   | Зелёный фургон                                                         | сельский милиционер Грищенко                                                                      |
| 1983 | ф   | Карастояновы                                                           | командир партизанского отряда                                                                     |
| 1983 | ф   | Мы из джаза                                                            | «капитан Колбасьев»                                                                               |
| 1983 | тф  | Приключения Шерлока Холмса и доктора Ватсона: Сокровища Агры           | инспектор Лестрейд (роль озвучил Игорь Ефимов)                                                    |
| 1983 | ф   | Талисман                                                               | Васильев, майор милиции                                                                           |
| 1983 | ф   | Уникум                                                                 | Пётр Фомич, сосед Шапошникова                                                                     |
| 1983 | ф   | Я готов принять вызов                                                  | слуга исправника                                                                                  |
| 1984 | ф   | Если можешь, прости                                                    | Семён                                                                                             |
| 1984 | ф   | Жестокий романс                                                        | Иван, слуга в кофейной (роль озвучил другой актёр)                                                |
| 1984 | ф   | Осенний подарок фей                                                    | художник                                                                                          |
| 1984 | ф   | Груз без маркировки                                                    | матрос-сторож                                                                                     |
| 1985 | ф   | Батальоны просят огня                                                  | старшина батареи Цыгичко                                                                          |
| 1985 | ф   | Вечерницы                                                              | мастер, он же солдат                                                                              |
| 1985 | ф   | Опасно для жизни!                                                      | Андрей Павлович Переделкин, начальник управления                                                  |
| 1985 | ф   | Кармелюк                                                               | Данило                                                                                            |
| 1985 | ф   | Подвиг Одессы                                                          | Борщ                                                                                              |
| 1985 | ф   | Секунда на подвиг (СССР, КНДР)                                         | отец Марии                                                                                        |
| 1985 | ф   | Прощай, зелень лета                                                    | мастер дядя Саша (роль озвучил Игорь Ефимов)                                                      |
| 1985 | ф   | Зловредное воскресенье                                                 | Степан Захарович, председатель совхоза                                                            |
| 1985 | ф   | Тройка                                                                 | дядя Гриша                                                                                        |
| 1986 | ф   | Не забудь оглянуться                                                   | Топтунов                                                                                          |
| 1986 | ф   | Праздник Нептуна                                                       | Имя персонажа не указано                                                                          |
| 1986 | ф   | Нужные люди                                                            | сторож Петрович                                                                                   |
| 1986 | ф   | Премьера в Сосновке                                                    | Дмитрий Григорьевич, дядя Митя, плотник, участник самодеятельности                                |
| 1986 | тф  | Приключения Шерлока Холмса и доктора Ватсона: Двадцатый век начинается | инспектор Лестрейд (роль озвучил Игорь Ефимов)                                                    |
| 1986 | ф   | Хорошо сидим!                                                          | соискатель-диссертант                                                                             |
| 1986 | ф   | Зимовье на Студёной                                                    | Елеска                                                                                            |
| 1986 | ф   | Дом отца твоего                                                        | Крячко, сосед Платона                                                                             |
| 1986 | ф   | Не забудьте выключить телевизор                                        | Викентий Игнатьевич, «экстрасенс»                                                                 |
| 1987 | ф   | Моя дорогая                                                            | Пенкин                                                                                            |
| 1987 | ф   | Рыжая фея                                                              | Андрей                                                                                            |
| 1987 | ф   | Раз на раз не приходится                                               | Вася Измайлов                                                                                     |
| 1987 | ф   | Зять из провинции                                                      | заместитель директора зоопарка Георгий Сафарович (роль озвучена другим актёром)                   |
| 1987 | ф   | Человек с бульвара Капуцинов                                           | Денли, ковбой (роль озвучил Игорь Ефимов)                                                         |
| 1987 | ф   | Государственная граница. За порогом победы                             | крестьянин, подвозивший Кристину                                                                  |
| 1988 | ф   | Гибель богов                                                           | селянин                                                                                           |
| 1988 | ф   | Генеральная репетиция                                                  | дядька Симон                                                                                      |
| 1988 | ф   | Грешник                                                                | мастер цеха                                                                                       |
| 1988 | кор | Лапта                                                                  | Карась, отец девочки                                                                              |
| 1989 | ф   | Искусство жить в Одессе                                                | первый чекист                                                                                     |
| 1989 | ф   | Мудромер                                                               | изобретатель Иван Иванович Мурашко (роль озвучил Игорь Ефимов)                                    |
| 1989 | ф   | Светлая личность                                                       | начальник отдела кадров                                                                           |
| 1989 | ф   | Тихий ужас                                                             | режиссер                                                                                          |
| 1989 | ф   | Небылицы про Ивана                                                     | Имя персонажа не указано                                                                          |
| 1990 | ф   | Гол в Спасские ворота                                                  | Михаил Михайлович, сотрудник Комитета по делам физической культуры и спорта при Совете Министров  |
| 1990 | ф   | Испанская актриса для русского министра                                | Еремей                                                                                            |
| 1990 | кор | История пани Ивги                                                      | Имя персонажа не указано                                                                          |
| 1990 | ф   | Лифт для промежуточного человека                                       | Константин Павлович                                                                               |
| 1990 | ф   | Сэнит зон                                                              | Кузьмич, носильщик Бесклубенко, «крёстный отец» мафии                                             |
| 1991 | ф   | И возвращается ветер…                                                  | дядя Вася, сосед                                                                                  |
| 1991 | ф   | Нам колокола не играли, когда мы умирали                               | дед                                                                                               |
| 1991 | ф   | И чёрт с нами!                                                         | Пётр Петрович, начальник УВД                                                                      |
| 1991 | ф   | Капитан Крокус и тайна маленьких заговорщиков                          | шеф полиции                                                                                       |
| 1991 | ф   | Изгой                                                                  | Гриб                                                                                              |
| 1991 | ф   | Медовый месяц                                                          | Имя персонажа не указано                                                                          |
| 1991 | ф   | Экстрасенс                                                             | Степчук, сосед по палате Геры                                                                     |
| 1991 | ф   | Подарок на именины                                                     | Яким, палач                                                                                       |
| 1991 | ф   | Карпатское золото                                                      | Зенон, бандеровец                                                                                 |
| 1991 | ф   | Чича                                                                   | полковник Игнатий Мазай, начальник хора                                                           |
| 1992 | ф   | Мелодрама с покушением на убийство                                     | мужик                                                                                             |
| 1992 | ф   | Удачи вам, господа!                                                    | работник крематория                                                                               |
| 1992 | ф   | В поисках золотого фаллоса                                             | мафиози                                                                                           |
| 1992 | ф   | Фанданго для мартышки                                                  | Имя персонажа не указано                                                                          |
| 1992 | ф   | Контрабандист                                                          | мафиози                                                                                           |
| 1992 | ф   | Четыре листа фанеры                                                    | кооператор                                                                                        |
| 1993 | ф   | Здешние                                                                | оборванец, красноармеец, начальник патруля                                                        |
| 1993 | ф   | Секретный эшелон                                                       | Духнов                                                                                            |
| 1993 | ф   | Трам-тарарам, или Бухты-барахты                                        | милиционер                                                                                        |
| 1993 | ф   | Я сама                                                                 | милиционер                                                                                        |
| 1994 | ф   | Выкуп                                                                  | пьяный охранник-ВОХРовец на входе в психбольницу                                                  |
| 1991 | ф   | Капитан Крокус и тайна маленьких заговорщиков                          | шеф полиции                                                                                       |
| 1994 | ф   | Мастер и Маргарита (вышел на экраны в 2011 году)                       | Иван Савельевич Варенуха, администратор Варьете (роль озвучена другим актёром)                    |
| 1995 | ф   | Тихий ужас                                                             | режиссёр                                                                                          |
| 1995 | ф   | Будем жить!                                                            | врач                                                                                              |
| 1996 | ф   | Кайдашева семья (по одноимённой пьесе )                                | Имя персонажа не указано                                                                          |
| 1997 | ф   | Хиппиниада, или Материк любви                                          | отшельник-хиппи                                                                                   |
| 2000 | ф   | Антология приколов                                                     | Имя персонажа не указано                                                                          |
| 2000 | тф  | Воспоминания о Шерлоке Холмсе                                          | инспектор Лестрейд (роль озвучил Игорь Ефимов)                                                    |

### Озвучивание мультфильмов
- 1971 — Одуванчик — толстые щёки (укр. версия) — Одуванчик
- 1981 — Золотой цыплёнок — Волк, Дед

## Признание и награды
- Заслуженный артист Украинской ССР (1973)
- Народный артист Украинской ССР (1988)
- Государственная премия Украины имени Александра Довженко (1995)[4]
- Диплом ІІІ Всесоюзного кинофестиваля — за роль в фильме «Каменный крест» (Ленинград) (1968)
- Лауреат XIX Всесоюзного кинофестиваля — за лучшую мужскую роль (Вильнюс) (1981)

## Память
В городе Днепр именем Борислава Брондукова названа улица.
В День украинского кино, 8 сентября 2012 года, в Киеве на ул. Институтской, 22/7 открыли мемориальную доску на фасадной стороне дома, в котором проживал Борислав Брондуков.
В 2008 году в Киеве издана книга «Тринадцать исповедей», составленная вдовой актера Екатериной Брондуковой. В нее вошли поэтические миниатюры и стихи Брондукова.
- «Борислав Брондуков. »Мой серебряный шар"" («Россия», 2004)[8]
- «Как уходили кумиры. Борислав Брондуков» («ДТВ», 2006)
- «Борислав Брондуков. „Комедия с печальным финалом“» («Первый канал», 2008)
- «Борислав Брондуков. Первый после Чаплина» («Интер», 2008)
- «Борислав Брондуков. „Комик с печальными глазами“» («Первый канал», 2013)[9][10]
- «Борислав Брондуков. „Короли эпизода“» («ТВ Центр», 2015)[11]
- «Борислав Брондуков. „Последний день“» («Звезда», 2016)[12]
- «„За кулисами славы“: Борислав Брондуков» («Москва 24», 2019)[13]
- «„Звёзды советского экрана“: Борислав Брондуков» («Москва 24», 2020)[14]
- «Борислав Брондуков. „Легенды кино“» («Звезда», 2021)[15]
- «„Раскрывая тайны звёзд“: Борислав Брондуков» («Москва 24», 2021)[16]
- «Борислав Брондуков. „Прощание“» («ТВ Центр», 2022)[17]